# NPSR1
NPSR1 (англ. Neuropeptide S receptor 1) – білок, який кодується однойменним геном, розташованим у людей на короткому плечі 7-ї хромосоми. Довжина поліпептидного ланцюга білка становить 371 амінокислот, а молекулярна маса — 42 687.
| 10         |  | 20         |  | 30         |  | 40         |  | 50         |
| ---------- |  | ---------- |  | ---------- |  | ---------- |  | ---------- |
| MPANFTEGSF |  | DSSGTGQTLD |  | SSPVACTETV |  | TFTEVVEGKE |  | WGSFYYSFKT |
| EQLITLWVLF |  | VFTIVGNSVV |  | LFSTWRRKKK |  | SRMTFFVTQL |  | AITDSFTGLV |
| NILTDINWRF |  | TGDFTAPDLV |  | CRVVRYLQVV |  | LLYASTYVLV |  | SLSIDRYHAI |
| VYPMKFLQGE |  | KQARVLIVIA |  | WSLSFLFSIP |  | TLIIFGKRTL |  | SNGEVQCWAL |
| WPDDSYWTPY |  | MTIVAFLVYF |  | IPLTIISIMY |  | GIVIRTIWIK |  | SKTYETVISN |
| CSDGKLCSSY |  | NRGLISKAKI |  | KAIKYSIIII |  | LAFICCWSPY |  | FLFDILDNFN |
| LLPDTQERFY |  | ASVIIQNLPA |  | LNSAINPLIY |  | CVFSSSISFP |  | CREQRSQDSR |
| MTFRERTERH |  | EMQILSKPEF |  | I          |  |            |  |            |

A: Аланін

C: Цистеїн

D: Аспарагінова кислота

E: Глутамінова кислота

F: Фенілаланін

G: Гліцин

H: Гістидин

I: Ізолейцин

K: Лізин

L: Лейцин

M: Метіонін

N: Аспарагін

P: Пролін

Q: Глутамін

R: Аргінін

S: Серин

T: Треонін

V: Валін

W: Триптофан

Кодований геном білок за функціями належить до рецепторів, g-білокспряжених рецепторів, білків внутрішньоклітинного сигналінгу. 
Задіяний у такому біологічному процесі, як альтернативний сплайсинг. 
Локалізований у клітинній мембрані, цитоплазмі, мембрані.